# Suor Omicidi
Suor Omicidi è un film del 1979, diretto da Giulio Berruti ed interpretato da Joe Dallesandro ed Anita Ekberg.

## Trama
Suor Gertrud scopre di essere malata di tumore al cervello e, per questo motivo, viene sottoposta ad un delicato intervento. L'intervento riesce perfettamente ma, dopo l'intervento, suor Gertrud viene sottoposta ad una cura a base di morfina. La religiosa finisce col diventare tossicodipendente e l'uso-abuso del farmaco diventa una vera e propria ossessione. Il comportamento di suor Gertrud, dopo l'operazione, sembra assai squilibrato: da momenti di depressione passa a momenti di euforia, da momenti di completo rilassamento passa, bruscamente, a momenti di ingiustificata paura e tensione. La religiosa lavora in una casa di riposo per anziani e condivide il suo lavoro con alcuni medici, diverse infermiere e un'altra religiosa, suor Mathieu.
Quando nella clinica cominciano a verificarsi casi di omicidio in molti sospettano che l'assassina sia suor Gertrud, il cui comportamento, anche a causa della sua dipendenza alla morfina, sembra essere divenuto davvero poco affidabile. Dopo svariati omicidi, suor Gertrud, viene trasferita in un convento poco distante, ove, la madre superiora, anche al fine di evitare scandali, la fa avvelenare da alcune consorelle. Mentre sta spirando, suor Gertrud, riesce a capire chi è l'omicida: sotto l'influsso dello stupefacente aveva infatti intravisto l'omicida, un giorno in cui era stato assassinato un anziano paziente. L'assassina è suor Mathieu, ossessionata da traumi infantili. Per suor Gertrud, però, ormai è troppo tardi, sopraffatta dal veleno, spira in silenzio. Suor Mathieu verrà scoperta tempo dopo e rinchiusa in un ospedale per alienati mentali.